# 枝小丽螺
枝小丽螺（学名：Ganesella virgo）为坚齿螺科小丽螺属的动物。

## 分佈
分布于日本、朝鲜（包括義州）以及苏联亚洲部分以及中国大陆的黑龙江、吉林、内蒙古等地，生活环境为陆地，多见于潮湿的牧场以及农田水沟旁低洼地和夏潮地的草丛中。

## 外部連結
- 維基物種上的相關：枝小丽螺